# أندرسون دارونكو
أندرسون دارونكو (من مواليد 5 يناير 1981) هو حكم كرة قدم . لقد حكّم في كامبيوناتو غاوتشو ، و كأس نورديستي ، و الدوري البرازيلي الدرجة الأولى ، و كأس البرازيل .

## النشأة
لعب أندرسون دارونكو كرة اليد من سن العاشرة إلى الحادية والعشرين. في عام 1998 دخل كلية التربية الرياضية. 
خضع لدورة تحكيم في اتحاد غاوتشا دي فوتيبول  واضطر لاحقًا إلى ترك مسيرته المهنية كمدرس للتربية البدنية لتكريس المزيد من الوقت للتحكيم.
في 30 أكتوبر 2014، أصبح حكمًا للفيفا، مما جعله ثالث عضو من غاوتشو ينضم إلى مجموعة حكام الفيفا، إلى جانب لياندرو بيدرو فوادن. وكشف عن أنه يطمح إلى إدارة نهائيات كأس العالم يومًا ما. تم اختياره للمشاركة في كأس العالم 2018 .    

## مسيرته المهنية
أثناء كامبيوناتو غاوتشو 2018، انتشرت صورة وأخبار كاذبة تتعلق بـدارونكو. وللتأكد من الأدلة، استعانت صحيفة غاوتشا زيد إتش التابعة لشركة زيرو هورا بالبروفيسور روبرت تيزتمان، منسق مجموعة الأبحاث فيديكا الثقافية السمعية والبصرية الرقمية في بوكرس لدراسة الصور. وأثبت عدم صحة المعلومات من خلال مقطع فيديو يظهر خمسة أخطاء "شنيعة" بين الصورة الأصلية والمزيفة. 
في يناير 2019، أفاد دارونكو أن مدير فيرانوبوليس ، أديمير بيرتوجليو، وجه عدة شتائم ضده وضد طاقم التحكيم خلال المباراة. في وقت لاحق، قام أحد المشجعين الذي كان يرتدي قميص فيرانوبوليس باقتحام غرف تبديل الملابس، وقام بشتم الحكام وتهديدهم بالقتل. 
درست محكمة العدل الرياضية في ريو غراندي دو سول (TJD-RS) القضية وأدانت بطريقة ما لجنة فيك بسبب التهديدات الموجهة إلى المحكمين. وفي مقال كتبه لصحيفة غوتشا زيد إتش ، قال الصحفي ديوري فاسكونسيلوس إنه لا توجد أسباب تبرر التهديدات الموجهة للحكام وأنه يجب اتخاذ بعض الإجراءات القوية من قبل اتحاد غاوتشو لكرة القدم. "لقد تجاوزت الأمور كل الحدود، ليس فقط بسبب ما حدث في فيرانوبوليس. نحن نشهد الكثير من أحداث غاوتشاو التي تعرض فيها رئيس بيلوتاس للكمة في وجه أحد المشجعين". ما الذي يجب أن يحدث أيضًا لاتخاذ الإجراء؟ " 
في يوليو 2019، تم استخدام الحادث وحياته كأحد موضوعات سلسلة المحاكاة الساخرة لمارسيلو أدنيت ، " فول الصويا في كوبا أمريكا "، والتي تم عرضها على قناة غلوبو ، والتي تناولت حقيقة أن الدارونكو لا يقبل الإهانات والإهانة. أن مكانته ومظهره الرياضي جعلاه يُعرف باسم "القاضي القوي".  في أغسطس 2019، أوقف دارونكو مباراة بين فاسكو دا جاما وساو باولو بسبب صرخات معادية للمثليين أطلقتها جماهير فاسكو. وقد أشاد الاتحاد البرازيلي لكرة القدم بهذا الموقف.   وكانت هذه هي المرة الأولى التي يتم فيها إيقاف مباراة لكرة القدم في البرازيل بسبب هتافات معادية للمثليين. 
لاحقًا، أوضح دارونكو أن سبب إيقاف المباراة "ليس شيئًا في رأسي. لدينا توجه في هذا الاتجاه. (...) نحن لا نلتزم فقط بهتافات معادية للمثليين، هناك قضية برمتها تتعلق بالعنصرية، أو الحقائق". التي يمكن أن تحرض على العنف، مثل اللافتات في الميدان والهتافات المعادية للأجانب". 
في 30 أغسطس 2020، بعد مباراة جمعت جريميو ضد كاكسياس ، انتشرت التعليقات حول مكانة دارونكو وحضوره الجسدي على وسائل التواصل الاجتماعي، وحصلت على تغطية في الصحافة الناطقة بالإسبانية.   
في 27 مارس 2022، بعد مباراة كرة قدم دولية بين بيرو وأوروغواي ، انتقدت صحيفة إل كوميرشيو البيروفية ووسائل إعلام دولية أخرى دارونكو بسبب تاريخه التحكيمي المفترض لصالح فريق الأوروغواي.   وبحسب الصحفي الرياضي ماركو كويلكا ليون، رفض دارونكو استخدام تقنية خط المرمى بعد لعب مثير للجدل للغاية في الدقيقة 92، حيث بدا أن حارس مرمى أوروجواي سيرجيو روشيه أوقف كرة داخل مرماه.  قدم الاتحاد البيروفي لكرة القدم شكوى رسمية إلى الفيفا ضد دارونكو بعد المباراة. 

## الحياة الشخصية
وهو متزوج من لوسيان دارونكو. لديه طفلان، آرثر وهيكتور دارونكو.  إنه يحافظ على خصوصية حياته العائلية بعيدًا عن الجمهور بسبب المخاطر المتعلقة بكونه حكمًا. 
ولد دارونكو ويعيش في ماريا، ريو غراندي دو سول حيث توفي بعض طلاب التربية البدنية في حريق ملهى ليلي في عام 2013 عندما كان مدرسًا ومعلمًا للتربية البدنية.  في عام 2015، خلال بطولة البرازيل الوطنية 2015، شارك دارونكو في 27 مباراة، محققًا رقمًا قياسيًا لأعلى المباريات التي أقيمت في البرازيل خلال تلك الفترة. حصل في هذه العملية على مبلغ 100000 ريال وهو أعلى مبلغ.  في عام 2017، أعاد 21 مباراة مرة أخرى، وهو أكبر عدد من المباريات من ريو غراندي دو سول والتي ترجمت أيضًا إلى 84000 ريال.  صرح دارانكو أن شغفه بالرياضة جعله مفتول العضلات رغم أن ذلك لم يكن في نيته. 
وفي عام 2017، كان وزنه 90 كجم، بعد أن فقد حوالي 3 أو 4 كجم، وذلك بناءً على نصائح اللجان ومدربي اللياقة البدنية الذين حذروه ونصحوه بالتقليل من الوزن الزائد لتجنب مشاكل في مسيرته على المدى القصير والطويل.  بفضل وزنه، فهو قادر على الركض مسافة 40 مترًا في أقل من ست ثوانٍ ويتدرب يوميًا تقريبًا بسبب وظيفته. 

## روابط خارجية
- Official Profile at CBF
- أندرسون دارونكو  على سكروي
- Anderson Daronco interview de Santa Maria (em vídeo)